# 荻野博
荻野 博（おぎの ひろし、1938年 - ） は、日本の無機化学者。東北大学名誉教授。元放送大学副学長。元錯体化学会会長。元ケイ素化学協会会長。

## 人物・経歴
島根県に生まれる。1960年東北大学理学部化学科卒業。1962年東北大学大学院理学研究科化学専攻修了、東北大学理学部助手。1966年東北大学理学部講師。1968年東北大学理学部助教授。1970年日本化学会進歩賞受賞。1983年東北大学理学部教授。1990年フィリピン大学他2大学による連合大学院客員教授。1994年日本化学会理事・東北支部長。1995年日本分析化学会 東北支部長。1997年錯体化学会会長。1999年東北大学理学部長。2000年ケイ素化学協会会長。2001年放送大学宮城学習センター所長・教授。同年日本化学会賞受賞。2007年放送大学副学長。2011年度錯体化学会功績賞受賞。2016年瑞宝中綬章受章。東北大学名誉教授、放送大学名誉教授。

## 著作

### 著書
- 『金属酵素の錯体化学』（荻野和子と共著）南江堂 1974年
- 『典型元素の化合物』岩波書店 2004年
- 『基礎化学』（渡部徳子, 濱田嘉昭と共著）放送大学教育振興会 2006年
- 『基本無機化学』（飛田博実, 岡崎雅明と共著）東京化学同人 2006年
- 『初歩からの化学』（大野公一, 吉良満夫と共著）放送大学教育振興会 2008年

### 編書
- 『英和化学用語辞典』（山本学, 大野公一と共編）東京化学同人 2008年

### 訳書
- J.H.エスペンソン著『化学反応の速度と機構』マグロウヒルブック 1984年
- バトラー, ハロッド著『無機化学 上,下』丸善 1992年
- John McMurry, Robert C.Fay著『マクマリー一般化学 上,下,演習編』東京化学同人 2010年

### DVD
- 『ケイ素の化学-シリコンとシリコーン-』平成基礎科学財団 2012年